# Charles E. Stuart (Politiker)

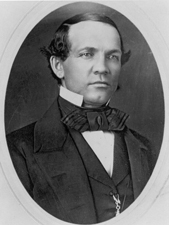
Charles E. Stuart

Charles Edward Stuart (* 25. November 1810 im Columbia County, New York; † 19. Mai 1887 in Kalamazoo, Michigan) war ein US-amerikanischer Politiker (Demokratische Partei), der den Bundesstaat Michigan in beiden Kammern des US-Kongresses vertrat.
Nach einem Studium der Rechtswissenschaften wurde Charles Stuart 1832 in die Anwaltskammer aufgenommen und begann in Waterloo zu praktizieren. 1835 zog er nach Michigan und ließ sich in Kalamazoo nieder. Seine politische Laufbahn begann 1842 mit der Mitgliedschaft im Repräsentantenhaus von Michigan. Nach dem Tod des Abgeordneten Edward Bradley wurde Stuart zu dessen Nachfolger im Repräsentantenhaus der Vereinigten Staaten gewählt. Er vertrat dort den 2. Kongresswahlbezirk von Michigan vom 6. Dezember 1847 bis zum 3. März 1849. Beim Wiederwahlversuch unterlag er dem Whig William Sprague, den er zwei Jahre später aber besiegen konnte, worauf sich zwei weitere Jahre im Repräsentantenhaus anschlossen.
Innerhalb des Kongresses wechselte Stuart am 4. März 1853 in den Senat, wo er Alpheus Felch ablöste. Während seiner sechsjährigen Amtszeit fungierte er am 9. und 10. Juni 1856 kurzzeitig als Senatspräsident pro tempore. Er bewarb sich nicht um die Wiederwahl und kandidierte 1858 erfolglos als Gouverneur von Michigan; die Wahl gewann der Republikaner Moses Wisner.
In der Folge arbeitete Stuart zunächst wieder als Anwalt in Kalamazoo. 1860 war er Delegierter seines Staates zur Democratic National Convention. Während des Sezessionskrieges stellte er ein Freiwilligenregiment für die Infanterie auf und wurde auch zu dessen Kommandant im Rang eines Colonel berufen, musste aber aufgrund gesundheitlicher Probleme von dieser Aufgabe zurücktreten.
Charles Stuart starb 1887 in Kalamazoo. Sein Wohnhaus in der Stuart Avenue wurde in das National Register of Historic Places aufgenommen, ebenso der das Haus umgebende Stuart Area Historic District.